# Productactivatie
Productactivatie is een procedure voor het bestrijden van illegaal gekopieerde software.
De procedure werd het eerst toegepast door Microsoft in Windows XP.

## Werkwijze
De koper van de software ontvangt een productsleutel van 25 letters en cijfers.
Deze moet bij de installatie van de software worden ingevoerd.
Het programma berekent dan een getal, waarin de productsleutel en de gegevens van de hardware zijn verwerkt.
Deze code wordt (via internet of telefoon) naar de softwareleverancier gezonden, waarna de koper een getal terugkrijgt waarmee de software geactiveerd wordt en gebruikt kan worden.
Activatie per internet duurt minder dan een seconde.
Per telefoon is het bewerkelijker: men moet de cijfers in het telefoontoestel overtikken en daarna de voorgelezen cijfers in de computer invoeren.
Lukt het per telefoon ook niet, dan kan men iemand van de softwareleverancier aan de lijn krijgen voor verdere hulp.
Wordt de software met dezelfde productsleutel op dezelfde computer opnieuw geïnstalleerd, dan is dat geen probleem.
Ook kleine wijzigingen in de hardware zijn geoorloofd.
Wordt de software met dezelfde productsleutel op een andere computer geïnstalleerd, dan zal de softwareleverancier weigeren een activatiecode terug te sturen.
In de praktijk blijkt echter dat er vaak toch een activatiecode wordt gestuurd.
Lukt dat niet, dan kan men het telefonisch proberen en uitleggen waarom de software op een andere computer geïnstalleerd werd.

## Bestanden
De activatie wordt opgeslagen in een of meer bestanden.
Wie deze bestanden apart bewaart, hoeft bij een hernieuwde installatie geen verbinding te maken met de leverancier voor de activatie.
| Software       | Bestand |
| -------------- | --- |
| Windows XP     | C:\Windows\System32\WPA.DBL |
| Windows 7      | C:\Windows\ServiceProfiles\NetWorkService\AppData\Roaming\Microsoft\SoftwarePlatform\Tokens.dat C:\Windows\System32\spp\tokens\pkeyconfig\pkeyconfig.xrm-ms |
| Windows 7 (64) | C:\Windows\ServiceProfiles\NetWorkService\AppData\Roaming\Microsoft\SoftwarePlatform\Tokens.dat C:\Windows\SysWOW64\spp\tokens\pkeyconfig\pkeyconfig.xrm-ms |

## Geheimhouding
Het is gewenst dat men de productsleutel niet bekendmaakt.
Zou iemand de software installeren met de productsleutel van een ander (en een gekopieerde cd), dan kan die ander problemen krijgen bij een eventuele herhaalde activatie.
Een verzonnen productsleutel werkt niet, de software controleert de sleutel op geldigheid.
Het is niet bekend wat de geldigheidscriteria zijn.

## Werkingsduur
Over het algemeen geldt dat de software een maand gebruikt kan worden zonder activatie.
Deze tijdsduur kan natuurlijk verlengd worden door de klok van de computer terug te zetten, maar de software zal niet accepteren dat de klok verder wordt teruggezet dan het tijdstip waarop de computer de vorige keer werd afgesloten.
Is de tijdsduur verstreken, dan werkt de software niet meer, het enige wat nog kan is een activatiecode opvragen en invoeren.
Ook kan men het besturingssysteem opnieuw installeren, waarna men er opnieuw een maand gebruik van kan maken.
Er zijn ook programma's waarbij deze tijdsduur van een maand niet geldt, maar onmiddellijke activatie nodig is.